# وایت برد (آیداهو)
وایت برد(به انگلیسی: White Bird) شهری در شهرستان آیداهو ایالت آیداهو است که جمعیت آن در سرشماری سال ۲۰۱۰ میلادی ۹۱ نفر بوده است.